# Liste der Monuments historiques in Coatréven
Die Liste der Monuments historiques in Coatréven führt die Monuments historiques in der französischen Gemeinde Coatréven auf.

## Liste der Bauwerke
| Bezeichnung      | Beschreibung              | Standort | Kennzeichnung | Schutzstatus | Datum | Bild           |
| ---------------- | ------------------------- | -------- | ------------- | ------------ | ----- | -------------- |
| Kirche St-Pierre | Erbaut im 17. Jahrhundert | (Lage)   | PA00089062    | Inscrit      | 1926  | weitere Bilder |

## Liste der Objekte

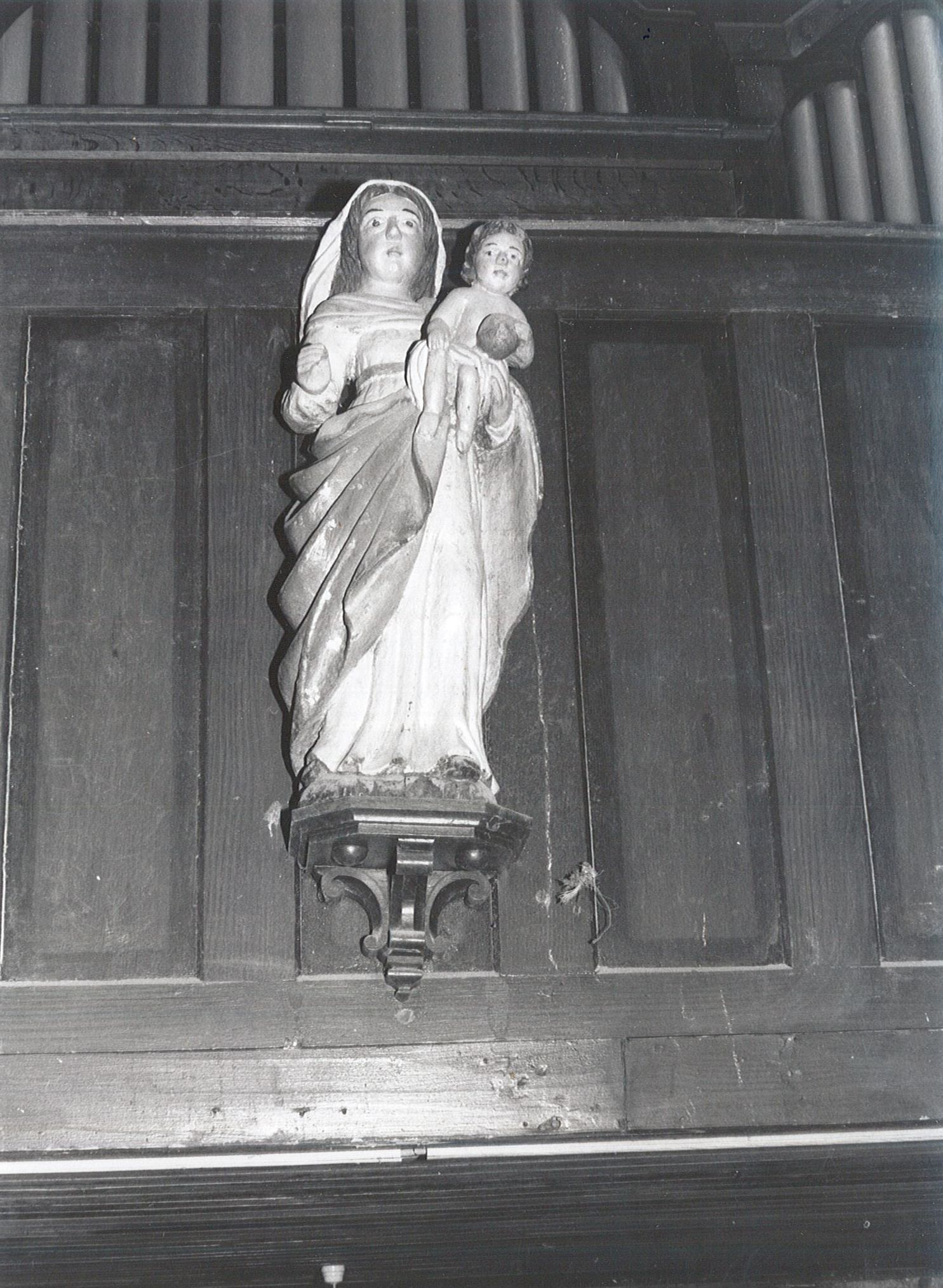
Skulptur Madonna und Kind (17. Jahrhundert) in der Kirche St-Pierre

- Monuments historiques (Objekte) in Coatréven in der Base Palissy des französischen Kultusministeriums